# Corps et Biens (Robert Desnos)
Pour les articles homonymes, voir Corps et Biens.
Cet article concerne le recueil de poèmes de Robert Desnos. Pour le film de Benoît Jacquot, voir Corps et Biens (film, 1986).
Corps et Biens est un recueil de poèmes appartenant au genre surréaliste, écrit par Robert Desnos et publié en 1930 aux éditions Gallimard.